# Ford F-MAX

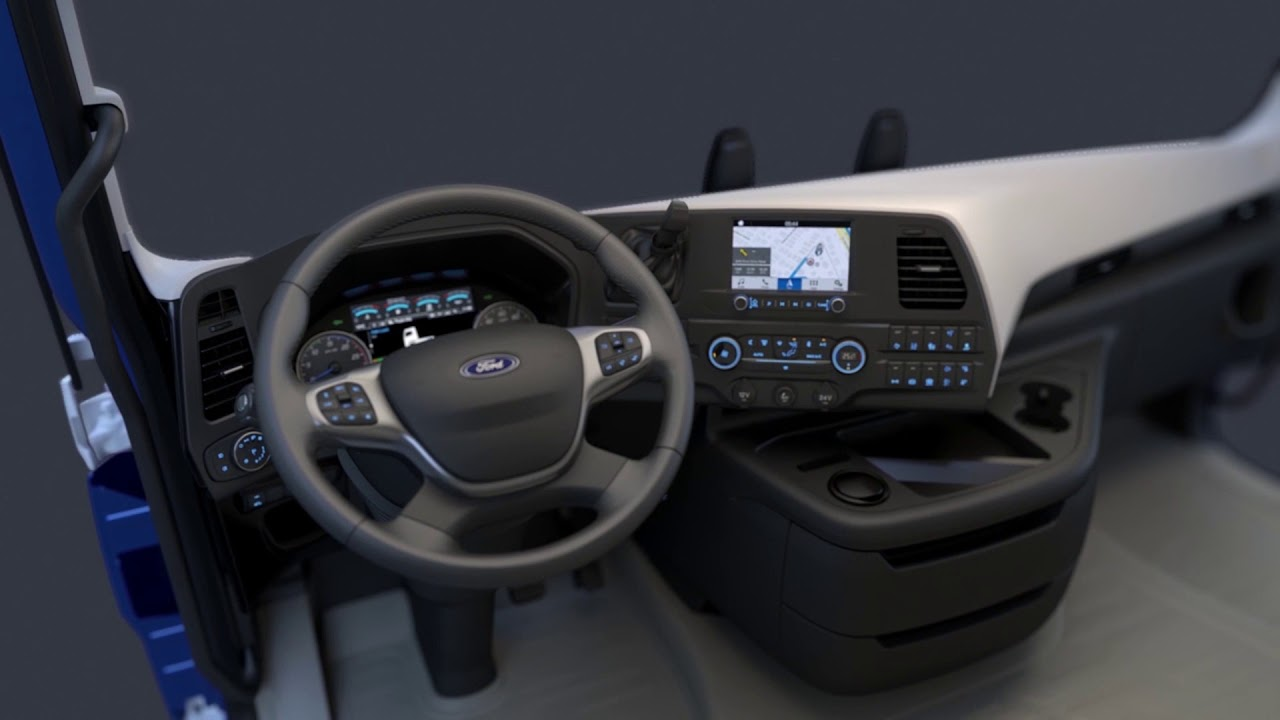
Interieur des Ford F-MAX Modelljahr 2019

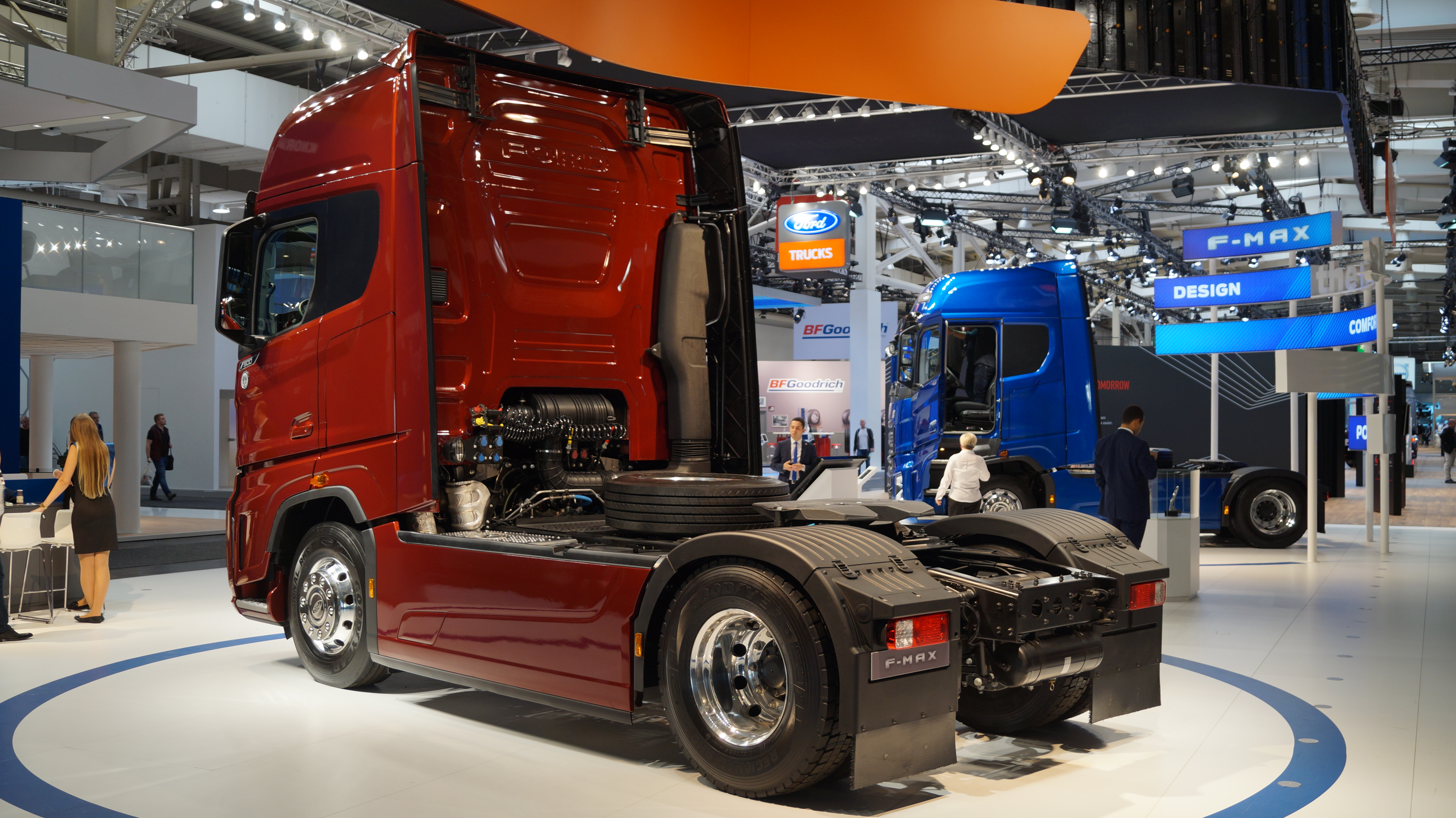
Ford F-MAX auf der IAA Nutzfahrzeuge 2018

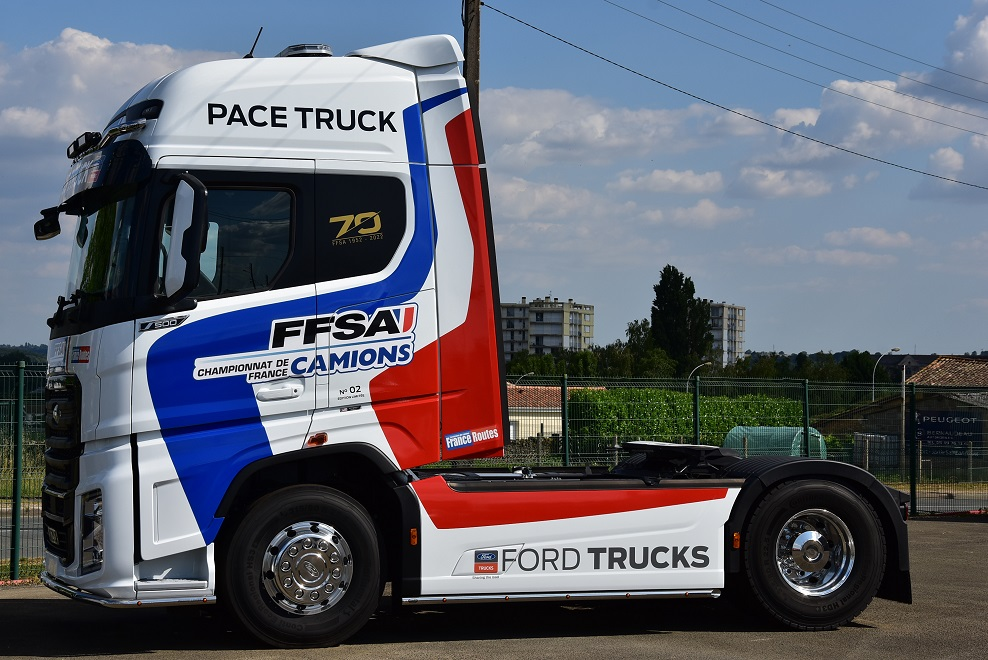
Pace truck (2022)

Der Ford F-MAX ist ein Lastkraftwagen des türkischen Herstellers Ford Otosan, einem Joint-Venture zwischen Koç Holding und Ford Motor Company.

## Geschichte
Auf der 67. IAA Nutzfahrzeuge im Jahr 2018 wurde die Sattelzugmaschine Ford F-MAX erstmals der Öffentlichkeit präsentiert. Außerdem wurde das Fahrzeug mit dem Titel Truck of the Year 2019 ausgezeichnet.
Zu Beginn wurde der Ford F-MAX nur in der Türkei angeboten. Ab 2019 erfolgte die Einführung in einigen europäischen Ländern wie Portugal und Spanien. Seit 2021 wird der Ford F-MAX auch in Deutschland angeboten, der Import erfolgt durch die für diesen Zweck gegründete F-Trucks Deutschland GmbH. Der Import in Österreich erfolgt über die 2022 gegründete F-Trucks Austria GmbH.

## Fahrzeugkonzept

### Antrieb
Ab Werk wird der Ford F-MAX ausschließlich mit dem bei Ford Otosan hergestellten Ecotorq 12,7-l-Dieselmotor angeboten. Der Motor mit R6-Layout und Direkteinspritzung hat einen Hubraum von 12.740 cm³. Zusätzlich verfügt er über einen Turbolader und leistet maximal 368 kW oder 500 PS bei einer Drehzahl von 1800 Umdrehungen pro Minute. Das maximale Drehmoment von 2500 Newtonmeter erzeugt der Motor bei 1000–1400 Umdrehungen pro Minute. Der Motor erfüllt die Abgasnorm Euro 6D. In allen Versionen wird ab Werk das Automatikgetriebe ZF TraXon 12TX2620 mit zwölf Gängen eingebaut. Der Ford F-MAX verfügt über einen Hinterradantrieb. Die Motorbremse entwickelt eine maximale Bremskraft von 400 kW, mit optionalem Intarder sind es maximal 1000 kW. Der F-MAX gibt es ausschließlich mit einem 4×2-Fahrwerk. Verfügbar sind 4×2 LL (für Lowdeck-Auflieger), 4×2, und 4×2 Extra Tank, hierbei wird das Ersatzrad durch einen Zusatztank ausgetauscht, wodurch die Füllmenge von 600 Liter auf 1050 Liter steigt.

### Fahrerhaus
Das Fahrerhaus ist 2,54 Meter breit und 2,29 Meter lang. Es hat eine Innenhöhe von 2,16 Metern.

## Technische Daten
| Variante                                           | F-MAX                                | F-MAX LL (Lowliner)                  |
| Bauzeitraum                                        | seit 2018                            | seit 2018                            |
| Abmessungen                                        |                                      |                                      |
| Länge                                              | 5925 mm                              | 5925 mm                              |
| Fahrerhauslänge                                    | 2290 mm                              | 2290 mm                              |
| Radstand                                           | 3600 mm                              | 3600 mm                              |
| Breite (ohne Außenspiegel)                         | 2540 mm                              | 2540 mm                              |
| Höhe                                               | 3915/3930 mm                         | 3795 mm                              |
| Höhe der Sattelplatte (gilt nicht für LL-Variante) | 1100/1200 mm                         | 980 mm                               |
| Frontüberhang                                      | 1450 mm                              | 1450 mm                              |
| Hecküberhang                                       | 875 mm                               | 875 mm                               |
| Bodenfreiheit – Front (gilt nicht für LL-Variante) | 286/302 mm                           | 248 mm                               |
| Bodenfreiheit – Heck (gilt nicht für LL-Variante)  | 238/253 mm                           | 203 mm                               |
| Motorkenndaten                                     |                                      |                                      |
| Motortyp                                           | R6-Dieselmotor, Direkteinspritzung   | R6-Dieselmotor, Direkteinspritzung   |
| Motorkennbuchstaben                                | Ford Otosan Ecotorq 12,7L            | Ford Otosan Ecotorq 12,7L            |
| Motoraufladung                                     | Turbolader                           | Turbolader                           |
| Hubraum                                            | 12.740 cm³                           | 12.740 cm³                           |
| max. Leistung bei min−1                            | 368 kW (500 PS) bei 1800             | 368 kW (500 PS) bei 1800             |
| max. Drehmoment bei min−1                          | 2500 Nm bei 1000–1400                | 2500 Nm bei 1000–1400                |
| Kraftübertragung                                   |                                      |                                      |
| Antrieb, serienmäßig                               | Hinterradantrieb                     | Hinterradantrieb                     |
| Getriebe, serienmäßig                              | ZF TraXon 12TX2620-Automatikgetriebe | ZF TraXon 12TX2620-Automatikgetriebe |
| Gewichte                                           |                                      |                                      |
| Leergewicht laut Hersteller                        | 7379/7402 kg                         | 7511 kg                              |
| Nutzlast                                           | 10.621/10.598 kg                     | 10.489 kg                            |
| zul. Gesamtgewicht                                 | 18.000 kg                            | 18.000 kg                            |
| zul. Gesamt-Zuggewicht                             | 42.000 kg                            | 42.000 kg                            |